# Aire d'attraction de Montoire-sur-le-Loir
L'aire d'attraction de Montoire-sur-le-Loir est un zonage d'étude défini par l'Insee pour caractériser l’influence de la commune de Montoire-sur-le-Loir sur les communes environnantes. Publiée en octobre 2020, elle se substitue à l'aire urbaine de Montoire-sur-le-Loir, qui comportait 5 communes dans le dernier zonage qui remontait à 2010.

## Définition
L'aire d'attraction d'une ville est composée d’un pôle, défini à partir de critères de population et d’emploi ainsi que d’une couronne constituée des communes dont au moins 15 % des actifs travaillent dans le pôle. Le pôle d’attraction constitue ainsi un point de convergence des déplacements domicile-travail,.

## Type et composition
L’aire d'attraction de Montoire-sur-le-Loir est une aire intra-départementale qui comporte 11 communes en Loir-et-Cher. 
Elle est catégorisée dans les aires de moins de 50 000 habitants, une catégorie qui regroupe 12,2 % au niveau national.

### Carte

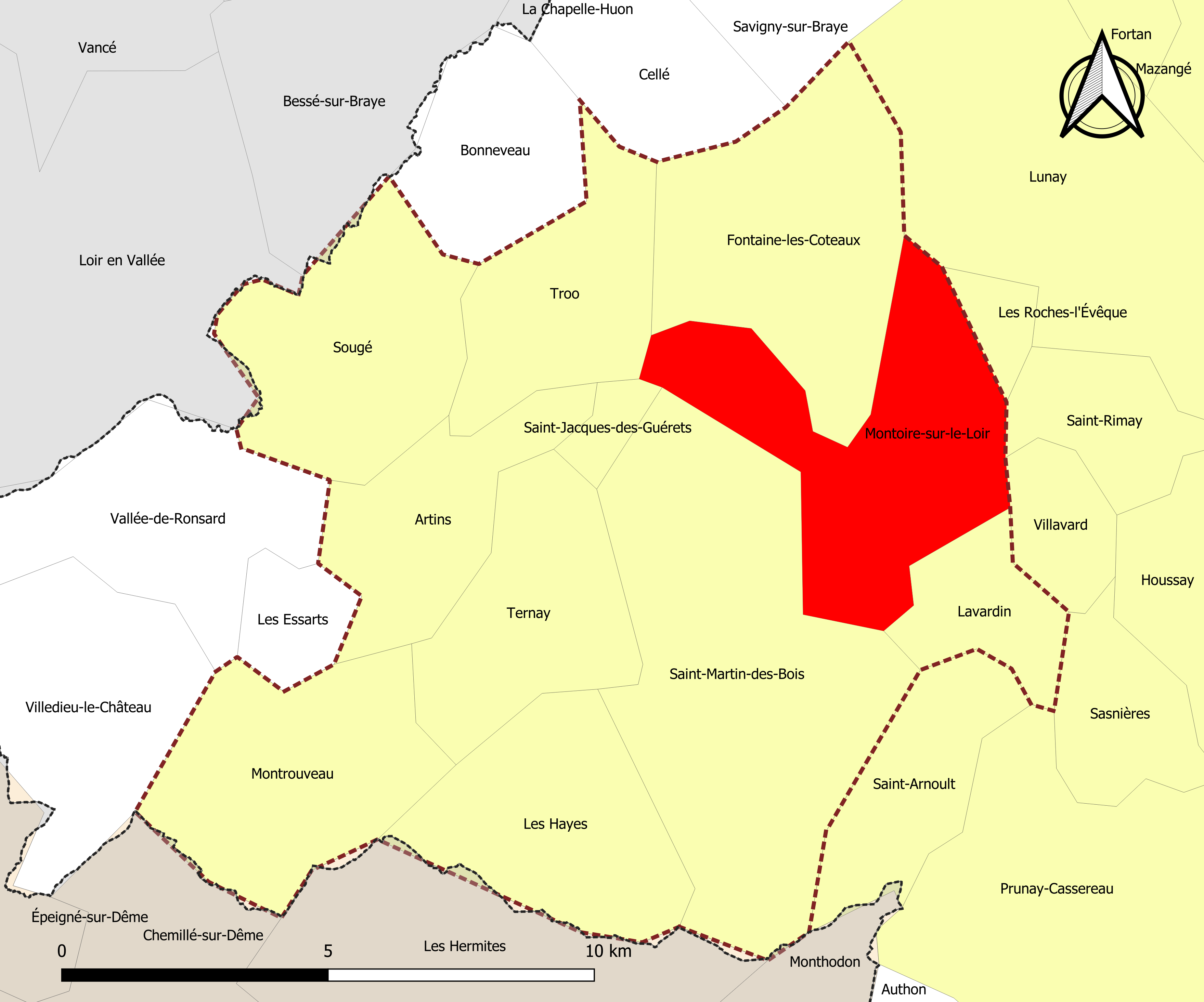
Carte de l'aire d'attraction de Montoire-sur-le-Loir.
Commune-centre
Commune de la couronne

### Composition communale
| Nom                                   | Code Insee | Département  | Statut                 | Superficie (km2) | Population (dernière pop. légale) | Densité (hab./km2) | Modifier                                    |
| ------------------------------------- | ---------- | ------------ | ---------------------- | ---------------- | --------------------------------- | ------------------ | ------------------------------------------- |
| Montoire-sur-le-Loir (commune-centre) | 41149      | Loir-et-Cher | commune-centre         | 21,02            | 3 678 (2022)                      | 175                | modifier les données · modifier les données |
| Artins                                | 41004      | Loir-et-Cher | commune de la couronne | 11,72            | 269 (2022)                        | 23                 | modifier les données · modifier les données |
| Fontaine-les-Coteaux                  | 41087      | Loir-et-Cher | commune de la couronne | 22,11            | 326 (2022)                        | 15                 | modifier les données · modifier les données |
| Les Hayes                             | 41100      | Loir-et-Cher | commune de la couronne | 15,71            | 172 (2022)                        | 11                 | modifier les données · modifier les données |
| Lavardin                              | 41113      | Loir-et-Cher | commune de la couronne | 6,71             | 178 (2022)                        | 27                 | modifier les données · modifier les données |
| Montrouveau                           | 41153      | Loir-et-Cher | commune de la couronne | 17,70            | 141 (2022)                        | 8,0                | modifier les données · modifier les données |
| Saint-Jacques-des-Guérets             | 41215      | Loir-et-Cher | commune de la couronne | 1,81             | 92 (2022)                         | 51                 | modifier les données · modifier les données |
| Saint-Martin-des-Bois                 | 41225      | Loir-et-Cher | commune de la couronne | 36,40            | 587 (2022)                        | 16                 | modifier les données · modifier les données |
| Sougé                                 | 41250      | Loir-et-Cher | commune de la couronne | 16,88            | 478 (2022)                        | 28                 | modifier les données · modifier les données |
| Ternay                                | 41255      | Loir-et-Cher | commune de la couronne | 14,38            | 330 (2022)                        | 23                 | modifier les données · modifier les données |
| Troo                                  | 41265      | Loir-et-Cher | commune de la couronne | 14,19            | 304 (2022)                        | 21                 | modifier les données · modifier les données |